# 2614 Torrence
2614 Torrence (1980 LP) là một tiểu hành tinh vành đai chính được phát hiện ngày 11 tháng 6 năm 1980 bởi C. Shoemaker ở Palomar.